# Józef Walenty Krzyżanowski
Józef Walenty Krzyżanowski (ur. 1799 w Krakowie, zm. 19 kwietnia 1849 tamże) – prawnik, poseł do Sejmu Ustawodawczego w Wiedniu w 1848 roku, Prezes Rady Miejskiej w Krakowie.

## Życiorys
W 1815 rozpoczął studia prawnicze na Uniwersytecie Jagiellońskim, po ich ukończeniu pracował w sądownictwie Wolnego Miasta Krakowa; od 1833 był członkiem Towarzystwa Naukowego Krakowskiego. W 1846 został ministrem sprawiedliwości w Rządzie Narodowym Rzeczypospolitej Polskiej. Od 29 marca 1848 przewodniczył Komitetowi Obywatelskiemu starając się nie dopuścić do radykalizacji nastrojów społecznych; po zbombardowaniu Krakowa przez Austriaków podpisał akt kapitulacji miasta 26 kwietnia 1848. Od lipca do września 1848 był posłem do parlamentu wiedeńskiego.
2 października 1848 został jednym z radnych w wyborach do przywróconej (po likwidacji Rzeczypospolitej Krakowskiej) Rady Miejskiej. Nowa rada składała się z 40 osób; jej skład zatwierdził Gubernator Galicji Wacław Zalewski w dniu 7 października 1848, mianując jej prezesem Józefa Krzyżanowskiego, zaś wiceprezesem – Ignacego Paprockiego.
Nowa rada była przez mieszkańców oskarżana o bierność, z kolei władze austriackie robiły co mogły, aby ograniczyć jej kompetencje i utrudnić działalność. W czasie półrocznych rządów Krzyżanowskiego udało się rozpocząć wydawanie dziennika: 3 listopada 1848 zaczął ukazywać się „Czas” (wychodził codziennie nieprzerwanie do września 1939 przez 91 lat). Pochowany został na cmentarzu Rakowickim.